# 坂西一良
坂西 一良（ばんざい いちろう、1891年1月26日 - 1946年9月16日）は、日本の陸軍軍人。最終階級は陸軍中将。勲一等旭日大綬章。

## 経歴
鳥取県日野郡黒坂村（現在の日野町）出身。陸軍三等軍医・稲田清淳の長男として生まれ、坂西利八郎陸軍中将の養嗣子となる。
米子中学校（現在の米子東高校）、大阪陸軍地方幼年学校、中央幼年学校を経て、1911年（明治44年）5月、陸軍士官学校（23期）を卒業。同年12月、歩兵少尉任官、歩兵第10連隊付となる。1918年（大正7年）11月、陸軍大学校（30期）を卒業。
1919年（大正8年）5月、参謀本部付勤務（ドイツ班）となり、参謀本部員、参謀本部付（ドイツ出張）などを経て、1923年（大正12年）2月から1926年（大正15年）6月までドイツ大使館付武官補佐官を務めた。帰国後、陸大教官となり、参謀本部員、教育総監部課員、陸大教官などを歴任し、1932年（昭和7年）2月から1934年（昭和9年）3月までドイツ大使館付武官を務めた。
帰国後、陸軍兵器本廠付を経て、1934年8月、陸軍大佐に昇進し陸軍省調査班長に就任。参謀本部付、関東軍参謀（第1課長）、歩兵第59連隊長などを歴任し、1938年（昭和13年）7月、陸軍少将に進級。陸大教官、陸大幹事、陸軍歩兵学校長などを経て、1940年（昭和15年）11月、再びドイツ大使館付武官に発令され、翌年1月に東京を発ち、1943年（昭和18年）1月に帰国した。ドイツ在任中の1941年（昭和16年）3月、陸軍中将に進んだ。
1943年2月、第35師団長に親補され太平洋戦争に出征した。1944年（昭和19年）4月、第20軍司令官となり衡陽で終戦を迎えた。1946年（昭和21年）9月、上海で戦病死した。

## 栄典
- 1941年（昭和16年）9月15日 - 従四位
- 1943年（昭和18年）10月1日 - 正四位

## 親族
- 妻 坂西はやえ 坂西利八郎の娘
- 弟 稲田正純（陸軍中将）
- 娘婿 黒川信夫（陸軍少佐）